# Erik Meurling
Erik Meurling, född den 15 augusti 1879 i Kristdala församling, Kalmar län, död där den 5 juli 1961, var en svensk präst. Han var son till Charodotes Meurling, måg till Oskar Wågman samt far till Per, Mårten och Olle Meurling.
Meurling avlade juridisk-filosofisk examen vid Uppsala universitet 1898, filosofie kandidatexamen 1900, teoretisk och praktisk teologisk examen 1903 samt teologie licentiatexamen 1917. Han prästvigdes 1904, blev extra lärare vid Uppsala högre allmänna läroverk 1905, adjunkt där 1909, regementspastor vid Upplands infanteriregemente 1912 och kyrkoherde i Hällestad 1918. Meurling var kyrkoherde i Kristdala 1924–1953 (den tionde av släkten sedan 1582 och den sjätte son efter fader sedan 1708, i oavbruten följd) och kontraktsprost i Tunalän och Sevede 1938–1953. Han var ledamot av Allmänna svenska prästföreningens centralstyrelse 1930–1947, av Linköpings domkapitel 1937–1946 och av kyrkomötena 1938 och 1941. Meurling var redaktör av Svensk kyrkotidning 1910–1920 och 1921–1922. Han publicerade skrifter i kyrkliga ämnen och skolfrågor, tidskrifts- och tidningsuppsatser, fortsatte utgivningen av Linköpings stifts herdaminne samt påbörjade utgivningen av Kristdala, en sockenhistoria. Meurling vilar i en familjegrav på Kristdala norra kyrkogård.